# میگل فوئنتس
میگل فوئنتس (اسپانیایی: Miguel Fuentes‎؛ زادهٔ ۲۹ سپتامبر ۱۹۷۱) بازیکن سابق و مربی فوتبال اهل مکزیک است.
از باشگاه‌هایی که در آن بازی کرده‌است می‌توان به باشگاه فوتبال اطلس، باشگاه فوتبال پاچوکا، و باشگاه فوتبال لئون اشاره کرد.